# Dhāraṇī
Con il termine sanscrito dhāraṇī (sostantivo femminile, derivato dall'aggettivo "dhāraṇa" nel significato di ciò "che sostiene", "che porta", "che mantiene il ricordo", "che preserva", "che protegge") si indicano nel Buddismo dei sūtra di varia lunghezza contenenti formule magiche di sapienza oltremondana con un forte contenuto simbolico o poteri apotropaici, e suoni dalla funzione attiva simile a quella dei mantra.
La loro presenza è attestata in Cina fin dal III secolo e consistono in lunghe sequenze di sillabe dal significato spesso incomprensibile probabilmente derivate da un sanscrito ibrido o da un dialetto di derivazione indoeuropea dell'Asia centrale.
La pratica della recitazione delle dhāraṇī è diffusa nelle scuole buddiste Mahāyāna ma la loro presenza è attestata anche nel Canone pāli proprio del Buddismo Theravāda.
La pratica della recitazione delle dhāraṇī è particolarmente diffusa nelle scuole del cosiddetto Buddismo esoterico come le giapponesi Shingon e Tendai e nelle varie scuole buddiste tibetane.
Il termine sanscrito dhāraṇī viene così reso nelle altre lingue asiatiche:
- in cinese: 陀羅尼 tuóluóní;
- in giapponese 陀羅尼 darani;
- in coreano 다라니 darani;
- in vietnamita đà la ni;
- in tibetano gzung-ma.